# Encyklopedia teatru polskiego
Encyklopedia teatru polskiego (ETP) – encyklopedia internetowa, działająca od 4 grudnia 2015 roku, utworzona i prowadzona przez Instytut Teatralny im. Zbigniewa Raszewskiego we współpracy z Polskim Towarzystwem Badań Teatralnych.
Inicjatorką powstania portalu jest Dorota Buchwald z Instytutu Teatralnego im. Zbigniewa Raszewskiego. Prace nad utworzeniem encyklopedii trwały ponad dwa lata, w trakcie których zebrano i opublikowano w dniu inauguracji: 200 haseł przedmiotowych (dotyczących zjawisk i terminów teatralnych), ponad 50 tys. recenzji i ponad 80 tys. haseł dotyczących artystów. Ponadto opublikowano około 100 tys. zdjęć ze spektakli i 20 tys. programów, afiszy oraz plakatów teatralnych. Wzbogacana i udostępniana sukcesywnie od 2015 roku baza danych obejmuje również m.in. kalendarium historii polskiego teatru, historię działalności poszczególnych teatrów i zespołów, rejestr premier teatralnych, a także historię Teatru Telewizji i Teatru Polskiego Radia. Bazy danych powstają w Pracowni Dokumentacji Teatru Instytutu Teatralnego.
Nadzór merytoryczny nad Encyklopedią teatru polskiego jest prowadzony przez Instytut Teatralny im. Zbigniewa Raszewskiego oraz Polskie Towarzystwo Badań Teatralnych w formie zespołu redakcyjnego, choć formuła tworzenia jest otwarta dla czytelników dzięki możliwości sugerowania uzupełnienia lub zgłoszenia błędu na danej podstronie encyklopedii.